# Geografia Irlandei

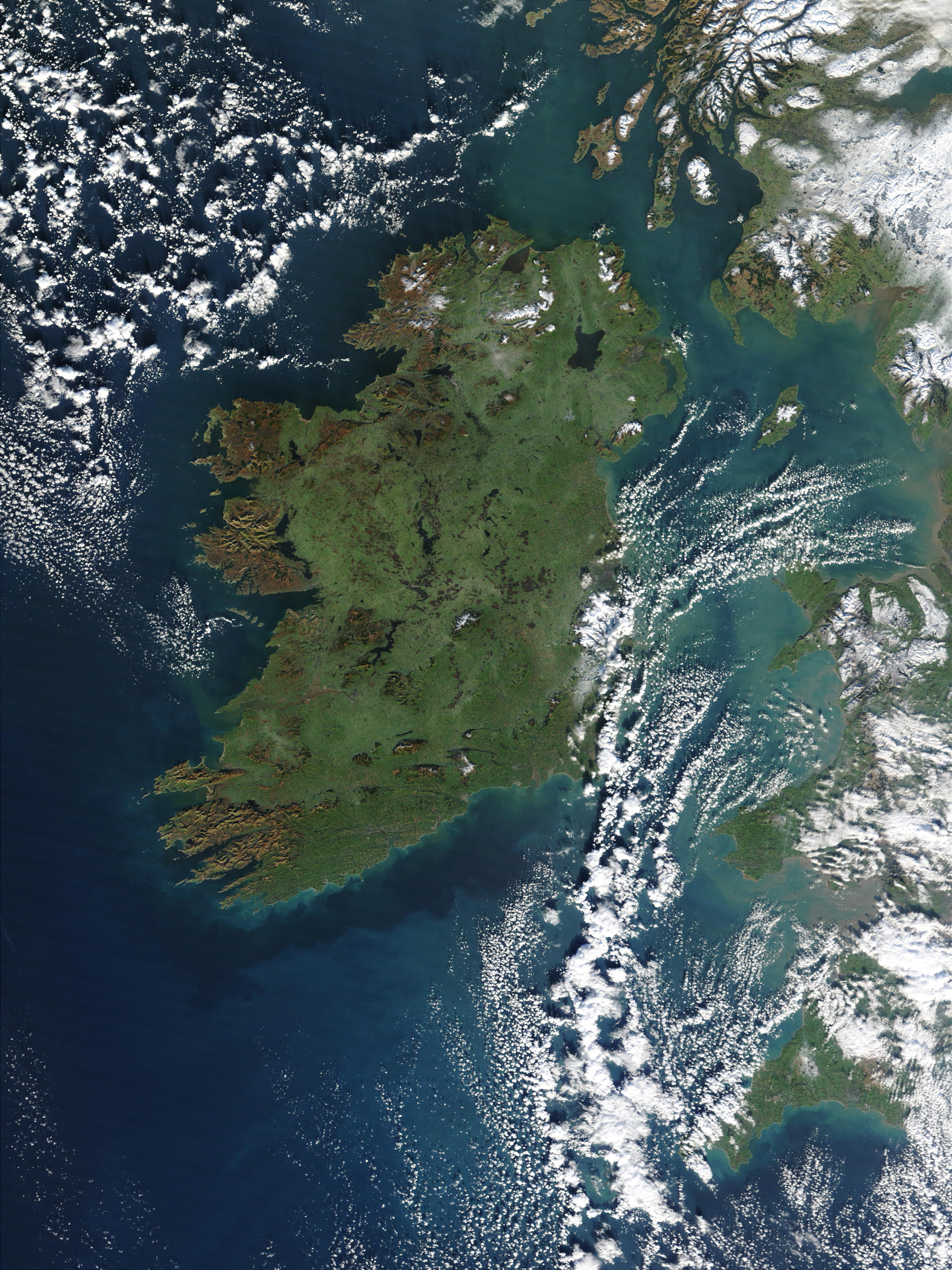
Irlanda este uneori cunoscută sub numele de Insula de Smarald, datorită culorii verde care este predominantă pe insulă.

Geografia Irlandei descrie o insulă în nord-vestul Europei în partea de nord-est a Oceanului Atlantic. Prezența oceanului este responsabilă atât pentru climatul insulei cât și pentru desenul extrem de ondulat al coastei vestice a insulei Irlanda. Astfel, există numeroase insule, peninsule, golfuri și chiar estuare de tipul fiordurilor. Trăsăturile geografice importante ale Irlandei sunt câmpii joase, centrale, înconjurate de un lanț de munți așezați pe coastă.
Vârful cel mai înalt este Carrauntoohil (în irlandeză Corrán Tuathail), care măsoară 1038 m. De-a lungul râurilor Irlandei se află un număr de lacuri moderat de mari, printre care Lough Neagh este cel mai mare. Insula este bisectată de râul Shannon care are 259 km, un estuar de 113 km, și care este cel mai lung râu din Irlanda. El curge din nord spre sud, dinspre comitatul Cavan, aflat în nordul insulei se vărsa în Oceanul Atlantic puțin mai la sud de Limerick.
Insula Irlandei se compune politic din Republica Irlanda și Irlanda de Nord.  Aflată în vestul insulei Marii Britanii, insula Irlanda se află la coordonatele 53°N 8°V / 53°N 8°V, acoperind o suprafață totală de 84,079 km². Irlanda este separată de Marea Britanie de Marea Irlandei și de Europa principală prin Marea Celtică.

## Dezvoltare geologică

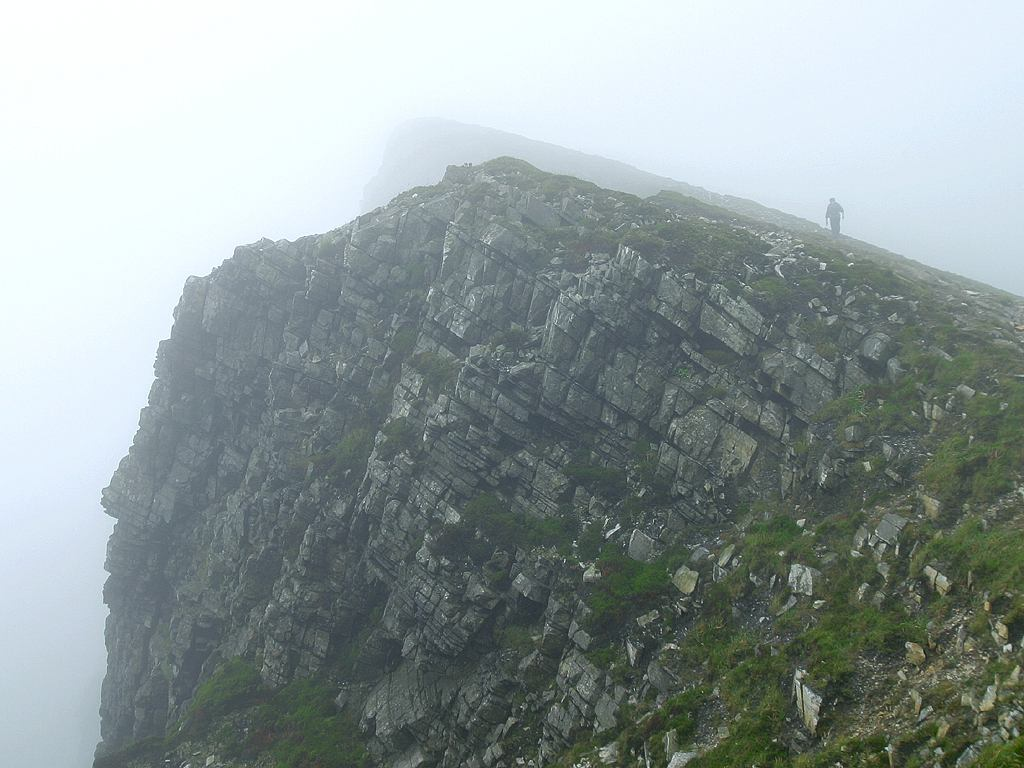
Slieve League din sudul Comitatului Donegal.

Cea mai veche piatră cunoscută are aproximativ 1,7 miliarde de ani și se găsește pe insula Inishtrahull pe coasta Comitatului Donegal. În alte părți din Donegal, oamenii de știință au descoperit pietre unde a început existența vieții ca depozite glaciare, demonstrând că la începutul acestei perioade o parte din ceea ce avea să devină Irlanda a fost în strânsoarea unei ere glaciare. Cu toate acestea, datorită deplasărilor ulterioare, este aproape imposibil de înșirat aceste straturi de roci timpurii corect.
În urmă cu aproximativ 600 de milioane de ani, la sfârșitul erei precambriene suprafața irlandeză a fost împărțită în două, cu o jumătate în partea vestică a Oceanului Iapetus și cealaltă în partea de est, ambele situându-se la o latitudine sudică de aproximativ de 80° aproape de cea actuală a Africii de Nord Vest. Evidențele fosilelor descoperite la Bray Head în Comitatul Wicklow au arătat că Irlanda se afla sub nivelul mării la acea vreme.